# Anna Maria Mozzoni
Anna Maria Mozzoni (Milan, 5 mai 1837 – Rome, 14 juin 1920) est une journaliste, féministe italienne et une figure majeure du mouvement des suffragettes en Italie. En tant qu'activiste, elle est pionnière du mouvement d'émancipation des femmes en Italie.

## Biographie
Née en 1837 à Milan, Anna Maria Mozzoni est devenue l'une des figures du mouvement pour l'émancipation des femmes en Italie, au XIXe siècle et au début du XXe siècle, notamment par plusieurs de ses écrits. Ses parents prétendent avoir des origines nobles. Son père Giuseppe Mozzoni est physicien et mathématicien et il possède une maison ainsi que des terres à Rescaldina, où Anna Maria et ses deux frères aînés passent leur enfance. Sa mère, Delfina Piantanida, appartient à la grande bourgeoisie milanaise et possède des terres à Cuggiono. Malgré tout, Anna Maria est envoyée en 1842 au Collège des « jeunes filles nobles et pauvres » de Milan. Elle sortira de ce milieu sectaire et ostracisant en 1851 avec des idées « toutes contraires à ce qu'ils enseignaient ».
Les idées d'Anna Maria Mozzoni sont pour la plupart héritées de ses parents, chez qui elle peut trouver les livres de nombreux savants français des Lumières et ceux de Fourier, Filangieri, Mazzini, Parini, et Carlo Porta. Sa mère, outre ses valeurs du Risorgimento, lui transmet la notion du « préjugé commun qui interdit aux femmes de penser librement ». Le père est passionné de sciences, inventeur d'une machine à couper les feuilles de mûrier et d'un appareil « pour extraire les poisons de l'estomac ». Il finit par se consacrer avec sa fille encore adolescente à des séances de spiritisme et à la recherche expérimentales de preuves de l'existence de Dieu. Ces expériences axées sur Dieu seront par la suite condamnées par Anna Maria Mozzoni, mais justifiées également car elles sont contre « l'exclusivisme mesquin qui ferme la voie à l'enquête, et néglige pour la discipline de parti, les suprêmes intérêts de la vérité ».
Au début de son parcours, elle est adepte du socialisme utopique de Charles Fourier. Ensuite, elle défend les pauvres et l'égalité des femmes, faisant valoir que les femmes devaient faire leur entrée dans les lieux de travail afin de développer leur personnalité féminine à l'extérieur de la « monarcato patriarcale » (« famille patriarcale »). C'est au même moment qu'elle revendique sa liberté d'analyse et de jugement : « Je ne me considère attachée à aucune secte, à aucun système et à aucune école. Je ne crois pas à l'infaillibilité du Pape, mais en reniant celle-ci, je ne la remplace pas par celle de Mazzini, ni celle de qui que ce soit d'autre ». Dans le milieu mazzinien, cependant, elle trouve d'autres femmes intéressées par la question de l'émancipation féminine, comme Giorgina Saffi, l'épouse d'Aurelio Saffi, l'héritier politique de Mazzini.
Elle écrit l'ouvrage La Femme et ses rapports sociaux, qu'elle publie en 1864. Ce livre est dédié à sa mère et adressé à toutes les jeunes femmes, dans l'espoir que la renaissance politique soit aussi une renaissance féminine. Républicaine convaincue, elle n'hésite pas à reprocher à Mazzini et ses partisans leur idée conservatrice selon laquelle la place de la femme n'est que dans le foyer : « Ne dites plus que la femme est faite pour la famille, que dans la famille est son royaume et son empire ! Ces vaines déclamations sont comme mille autres du même genre ! Elle existe en famille, en ville, face aux charges et aux devoirs ; en dehors de ceux-ci, elle n'existe nulle part ».
Plus acharnée encore est la polémique contre Proudhon, qu'elle a connu en 1857 par le biais d'articles de Jenny d'Héricourt, parus dans le journal La Raison dirigé par Ausonio Franchi. L'utopiste français condamnait les femmes, qu'il considérait comme inférieures mentalement et moralement et les excluaient de toute participation active à la société, position qui constituait une régression par rapport aux réformateurs du XVIIIe siècle.
D'autre part, Anna Maria Mozzoni estimait également que la majorité des femmes, « en raison de la grande obscurité de soixante siècles » d'oppression, n'est pas encore prête pour l'exercice des droits électoraux politiques, et par conséquent se contentera de demander le droit de vote administratif, première étape vers l'acquisition de tous les droits électoraux. Avec cela, elle revendiquera le droit à l'éducation, l'accès aux professions et aux emplois, ainsi une réforme du droit de la famille. Ceci compose en partie les demandes formulées par Mozzoni en 18 points, quoique partielles et insuffisantes, elles sont adaptées « pour l'esprit de l'époque encore enfant ».
En 1864, elle publie La donna e i suoi rapporti sociali in occasione della revisione del codice italiano (La femme et ses relations sociales à l'occasion de la révision du Code civil italien), une critique féministe du droit de la famille italienne. Cet essai est écrit à l'occasion du projet de réforme du code civil du ministre Pisanelli qui, bien que limité, suscite une forte opposition au Sénat. La réforme introduit le mariage civil, émancipant l'État « d'une religion dominante qui est l'oppression implicite des cultes tolérés » et obéissant ainsi « au principe de la liberté de conscience », mais qui maintient toutefois la prédominance du mari sur la femme, selon une famille « monarchique » dont on n'a pas eu « le courage civil de s'émanciper ».
Dans ces années, à l'initiative des milieux démocratiques ainsi que celle des Sociétés féminines, des écoles professionnelles réservées aux jeunes filles voient le jour. Dans l'écrit de 1866 Un pas en avant dans la culture féminine : Thèse et projet, Anna Maria Mozzoni souligne les limites et la précarité de l'existence, et propose un enseignement adéquat avec l'introduction de l'étude des langues étrangères, des sciences et aussi de l'histoire de la condition de la femme dans le monde, comme point de départ pour l'acquisition de cet « esprit de liberté » nécessaire pour former des « citoyennes d'un État moderne ».
Le 24 novembre 1867, Anna Maria donne une conférence, qui est ensuite retranscrite dans le volume Le Bonapartisme en Italie. Mémoire, originaire de l'entreprise garibaldienne qui faillit à Mentana en raison de l'intervention décisive des troupes françaises. Ainsi, le but de la politique italienne de Luigi Bonaparte, selon Mozzoni, est de restaurer la papauté, « en la soutenant du principe qui lui manque, c'est-à-dire d'une dose de radicalité qui la concilie avec le temps », afin de pouvoir imposer en Italie et « en faire le centre d'un mouvement racial régnant sur le monde latin ».
En 1870, après avoir traduit L'Assujettissement des femmes de John Stuart Mill, elle est appelée par Vincenzo De Castro à enseigner la philosophie morale dans le lycée pour femmes de Milan « Maria Geatana Agnesi ». Elle fera un tour de conférence à Gênes et à Florence en mars 1871 avec Maria Antonietta Torriani, la future marquise Colombi, enseignante de littérature dans le même lycée.
En 1877, elle présente une pétition au Parlement pour le suffrage des femmes, déçue par la prudence dans ce domaine du socialiste Agostino Depretis, à l'époque président du Conseil des ministres. En 1878, elle représente l'Italie lors du Congrès international du droit des femmes qui se tient à Paris.
En 1879, elle publie sa traduction de l'anglais vers l'italien de The Subjection of Women de John Stuart Mill et, en 1881, elle lance à nouveau, avec d'autres républicains, radicaux et socialistes un appel pour le suffrage universel, qui inclurait notamment les femmes. En 1881 toujours, elle fonde à Milan la Ligue pour la promotion des intérêts des femmes (Lega promotrice degli interessi femminili), afin de promouvoir les centres d'intérêt des femmes. Pendant plusieurs décennies, elle cherche ainsi à mobiliser l'opinion et les décideurs politiques sur le droit de vote des femmes, leur accès à l'instruction et au monde du travail sur toutes les professions, la pénalisation du viol, et la réforme du droit pénal sur l'adultère.
En 1885, Anna Maria se rend à Portoferraio (île d'Elbe), avec le député Agostino Bertani, pour rendre visite à l'anarchiste Giovanni Passannante, condamné d'abord à mort puis à la réclusion à perpétuité pour avoir tenté d'assassiner le roi Umberto Ier. Mozzoni et Bertani, restés choqués du traitement déshumanisant réservé au détenu, le dénonceront publiquement, provoquant ainsi un immense bruit politique et médiatique. La journaliste écrit un article intitulé Comment meurt Passannante, qui sera publié dans Italie du Peuple et Il Messaggero (Le Messager). Elle envoie entre autres une lettre au roi, le sollicitant à intervenir mais elle ne recevra jamais de réponse. Toutefois, grâce à Anna Maria Mozzoni et Agostino Bertani, l'anarchiste fait l'objet d'une expertise médicale et est déclaré fou ; il est transféré dans un asile dans des conditions plus dignes.
En 1886, à 49 ans, elle épousa le comte Malatesta Covo Simoni, plus jeune de 10 ans. Le mariage durera sept ans et a un effet très négatif sur la personnalité d'Anna Maria Mozzoni, surtout à cause des séquelles judiciaires.
Une de ses grandes amies est Maria Antonietta Torriani. Elles parcourent ensemble l'Italie, donnant des conférences sur l'émancipation des femmes.
Elle meurt en 1920 à Rome, à 83 ans, avant que le régime fasciste ne balaie pendant vingt ans les quelques acquis de la période qui a suivi la Première Guerre mondiale.

## Militantisme
- Si vous ne connaissez pas le sujet, laissez ce bandeau (vous pouvez alors contacter les auteurs).
- Si vous supprimez le contenu mis en cause (vous pouvez préalablement contacter les auteurs),

argumentez précisément cette suppression dans la page de discussion
(un manque de référence n'est pas un argument ; une recherche réelle de référence doit avoir été effectuée, être formellement documentée).
Elle se bat toute sa vie pour le droit de vote des femmes en présentant des motions au Parlement italien de 1877 à 1906. En 1878, elle représenta l'Italie au Congrès international pour les droits des femmes de Paris. L'année suivante, elle fonde à Milan la « Loi promotrice des intérêts des femmes ».
En se rapprochant du mouvement socialiste dans les premières années du XXe siècle, elle critique les propositions de tutelle dans le travail des femmes soutenu par Anna Kuliscioff, convaincue qu'ils auraient légitimé les différences de salaires et dénonçant ainsi l'absence dans le PSI d'une campagne autonome pour l'égalité sociale entre les genres.
Dès lors, tout en restant en bons rapports avec les socialistes, Anna Maria Mozzoni, toujours fortement engagée pour l'extension du droit de vote aux femmes, se reporte sur ses positions liées à Mazzini, en intervenant en 1901 au congrès constitutif du Parti mazzinien italien, guidé pas Felice Albani et par sa femme Adelaide Albani Tondi, également fervente émancipatrice et directrice de la revue Nouvelle Foi, pour laquelle Anna Maria Mozzoni écrit divers articles.
En 1914, comme la majorité des femmes gravitant autour du républicanisme italien, Mozzoni joint la campagne interventionniste, considérant le premier conflit mondial comme l’aboutissement naturel du processus du Risorgimento.

## Œuvres
- Mozzoni Anna Maria, « La donna e i suoi rapporti sociali », Tipografia sociale, 1864 da Internet archive
- La donna in faccia al progetto del nuovo Codice civile italiano, Tipografia Sociale, 1865 (lire en ligne)
- Mozzoni Anna Maria, « Un passo avanti nella cultura femminile. Tesi e progetto », 1866 da Internet archive
- « A. M. Mozzoni, Il Bonapartismo in Italia. Memoria, 1867 »
- Un passo avanti nella cultura femminile. Tesi e progetto, Tipografia Internazionale, 1866 (lire en ligne) in Wikisource
- La servitù delle donne, traduzione di J. S. Mill, The Subjection of Women, Milano, Legroy, Tipografia Sanvito, 1870
- Sul regolamento sanitario della prostituzione, in «La Riforma del secolo XIX», Milano, 1870
- Mozzoni Anna Maria, Del voto politico alle donne, ix (lire en ligne) in Wikisource
- Il Congresso Internazionale per i diritti delle donne in Parigi, in «La donna» 10/305, 1878
- Della riforma sociale in favore delle donne, Roma, 1880
- I socialisti e l'emancipazione della donna, Alessandria, 1892
- Mozzoni Anna Maria, La liberazione della donna, Mazzotta, 1975 (lire en ligne) in Wikisource
- Mozzoni Anna Maria, La donna nella famiglia, nella città e nello Stato: discorso detto a Bologna il giorno 16 novembre 1890, Tipografia e Litografia A. Pongetti, 1891
- Mozzoni Anna Maria, « Sul regolamento sanitario della prostituzione », Il pensiero democratico e socialista dell'Ottocento,‎ 1870
- Mozzoni Anna Maria, « La donna e i suoi rapporti sociali (1864) », Il pensiero democratico e socialista dell'Ottocento,‎ 1864
- Mozzoni Anna Maria, « Delle condizioni civili e politiche delle italiane », Il pensiero democratico e socialista dell'Ottocento,‎ 1878
- Mozzoni Anna Maria, « Della riforma sociale in favore delle donne (1878) », Il pensiero democratico e socialista dell'Ottocento,‎ 1878
- Mozzoni Anna Maria, Del voto politico delle donne, tip. M. Visentini, 1877
- Mozzoni Anna Maria, I socialisti e l'emancipazione della donna, Tip. sociale diretta da G. Panizza, 1892
- Mozzoni Anna Maria, La liberazione della donna, All around, 2018 (ISBN 978-88-99332-17-4)
- Mozzoni Anna Maria, La donna nella famiglia, nella città e nello Stato: discorso detto a Bologna il giorno 16 novembre 1890, Tipografia e Litografia A. Pongetti, 1891
- Mozzoni Anna Maria, L'organizzazione dei lavoratori, Tip. Sociale, 1891
- Mozzoni Anna Maria, Un passo avanti nella cultura femminile, Tipografia internazionale, 1866
- Mozzoni Anna Maria, Alle fanciulle, F. Fantuzzi, 1891
- Mozzoni Anna Maria, La questione della emancipazione della donna in Italia: dalla "Roma del popolo" del 1871, P.A.C.E, 1978
- Mozzoni Anna Maria, Parole di Anna Maria Mozzoni rappresentante la lega promotrice degli interessi femminili al comizio di Roma, nei giorni 11 e 12 febbraio 1881, Tipografia Artero, 1881
- Mozzoni Anna Maria, Risposta di A. Maria Mozzoni all'opuscolo della Signora Elvira Ostacchini, P. Grazioli, 1866
- Mozzoni Anna Maria, La donna in faccia al progetto del nuovo codice civile italiano, Tip. sociale, 1865
- Mozzoni Anna Maria, I diritti delle donne: discorso inaugurale pronunciato al Congresso internazionale per il diritto delle donne svoltosi a Parigi il 25 luglio 1878
- Mozzoni Anna Maria, Delle condizioni civili e politiche delle italiane: lettura tenuta in una pubblica adunanza a Bergamo, Stab. tipolit. Gaffuri e Gatti, 1878
- Mozzoni Anna Maria, Alle fanciulle
- Mozzoni Anna Maria, La donna e i suoi rapporti sociali, Vendibile presso Antonietta Vaccari : la Tipografia Sociale, 1864
- Mozzoni Anna Maria, Il bonapartismo in Italia: memoria di Anna Maria Mozzoni letta nella sala della Società Politica in Milano, Tip. Terzi, 1867
- Mozzoni Anna Maria, A las hijas del pueblo, Biblioteca de La questione sociale, 1895
- Mozzoni Anna Maria, Lettera di Anna Maria Mozzoni all'onorevole Zanardelli relatore sul progetto di riforma della legge elettorale, Stabilimento tipografico italiano, 1881
- Mozzoni Anna Maria, Dei diritti della donna, Società per le letture pubbliche editrice, 1865
- Mozzoni Anna Maria, Da Ildebrando a Pio 9: lettura fatta alla Società filotecnica di Torino dalla signora Anna Maria Mozzoni, Tipografia G. Derossi, 1885
- Mozzoni Anna Maria, Dei diritti della donna, Luciana Tufani editrice, 2015
- Alle fanciulle e alle figlie del popolo, Caravan, 2015 (ISBN 978-88-96717-20-2)
- La liberazione della donna, Mazzotta, 1975
- La servitù delle Donne: Traduzione e prefazione di Anna Maria Mozzoni, R. Carabba Edit. Tip, 1926
- La servitù delle donne, R. Carabba, 2011 (ISBN 978-88-6344-182-6)